# Seconda medaglia di Sigismondo Pandolfo Malatesta
La seconda medaglia di Sigismondo Pandolfo Malatesta fu realizzata in bronzo dall'artista italiano Pisanello nel 1445 e misura 10 cm di diametro. 

## Storia
Dopo aver coniato la celebre medaglia di Giovanni VIII Paleologo (1438), ristabilendo la tradizione di effigiare personaggi viventi come nelle monete dell'Impero Romano, Pisanello divenne molto richiesto dalle corti italiane, creando una ventina di medaglie. 
A Rimini Pisanello fu nel 1445, dove eseguì almeno tre medaglie. Dopo la sua partenza per Mantova Sigismondo Pandolfo Malatesta assunse un altro medaglista, Matteo de' Pasti.

## Descrizione
L'opera, dai chiari intenti celebrativi, è virtuosamente esente da una retorica troppo artificiosa, riuscendo a sottolineare l'autorità del personaggio con un misurato ricorso ad elementi decorativi.
Sul recto è effigiato di profilo Sigismondo Pandolfo Malatesta in forma di busto, girato a destra, vestito di armatura con una rosetta sulla spalla e con la tipica acconciatura ricadente sul collo che si vede anche nel suo ritratto che gli fece Piero della Francesca. Vi si legge lungo il bordo in senso orario l'iscrizione SIGISMVNDVS DE MALATESTIS ARIMINI 7C ET ROMANE ECCLESIE CAPITANVS e poi sotto il busto, mantenendo il senso inverso GENERALIS ("Sigismondo Malatesta, duca di Rimini etc. e capitano generale della Chiesa Romana").
Sul verso si vede Sigismondo a cavallo al passo verso sinistra, vestito dell'armatura completa, nell'atto di impartire ordini col bastone del comando sollevato. Sullo sfondo, tra due speroni rocciosi, si vede un castello con lo stemma e il monogramma "SI" di Sigismondo, su cui si trova anche la data MCCCCXLV. Nella metà inferiore, lungo il bordo, si legge la firma OPVS PISANI PICTORIS ("opera del pittore Pisan[ell]o").